# 世纬贯众
世纬贯众（学名：Cyrtomium tengii），为鳞毛蕨科贯众属下的一个植物种。